# Reine Farbe
Eine reine Farbe ist besonders bunt, intensiv, leuchtend und gesättigt. Es kann sich um eine Lichtfarbe oder eine Körperfarbe handeln.

## Reine Lichtfarbe

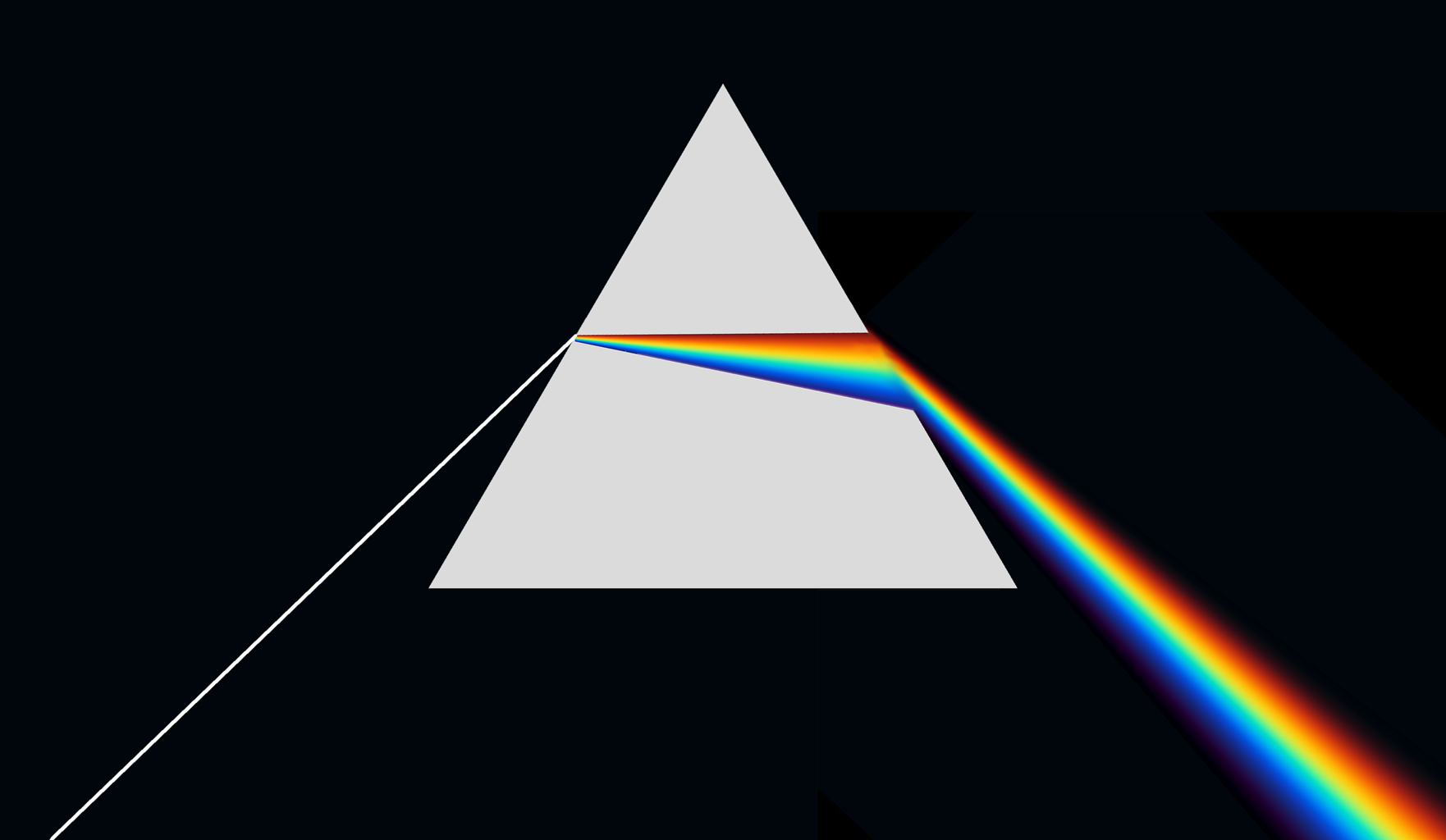
Alle Spektralfarben bilden das Spektrum. Es entsteht zum Beispiel durch Zerlegung (Aufspaltung, Dispersion) von weißem Licht in die Spektralfarben durch ein Prisma.

Die reine Lichtfarbe (auch monochromatische Lichtfarbe, spektralreines Licht, (reine) Spektralfarbe) ist eine Spektralfarbe, die nur aus Wellen einer einzigen (elektromagnetischen) Wellenlänge besteht. Das weiße Licht lässt sich durch ein Prisma in einzelne Spektralfarben zerlegen. Alle Spektralfarben nebeneinander bilden das Spektrum. Eine Spektralfarbe lässt sich nicht weiter in andere Farben zerlegen.
Die Lichtfarbe Weiß ist eine Mischfarbe aus zwei (Komplementärfarben), mehreren (z. B. drei Primärfarben) oder allen Spektralfarben. Magenta und seine Nachbarfarben kommen im Spektrum nicht vor, lassen sich aus den Randfarben des Spektrums Rot und Violett herstellen und sind daher Mischfarben. Schwarz ist keine Farbe, da kein Licht vorhanden ist.

## Reine Körperfarbe

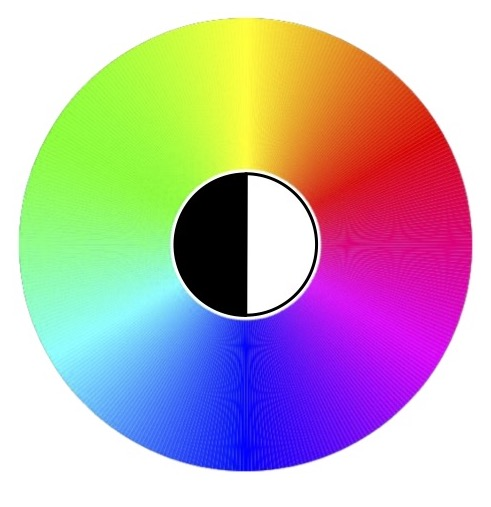
Reine Körperfarben sind die Farben des Spektrums einschließlich Magenta, dessen benachbarte Farbtöne (Magenta-Violett- und Magenta-Rot-Töne), Schwarz und Weiß.

Die reine Körperfarbe (auch Optimalfarbe, Vollfarbe) ist eine Körperfarbe von optimaler Leuchtkraft und Sättigung. Es sind die unendlich vielen Farben in Anlehnung an die Farben des Spektrums, einschließlich Magenta und dessen benachbarte Farbtöne (Magenta-Violett- und Magenta-Rot-Töne) und Schwarz und Weiß. Die beiden Farben Schwarz und Weiß lassen sich als reine Nichtfarben bezeichnen.
Im Allgemeinen reflektiert oder transmittiert (durchlassen) eine reine Körperfarbe Lichtwellen mehrerer Wellenlängen. Lediglich spezielle Farbfilter lassen Licht von nur einer einzigen Wellenlänge durch. Reine Körperfarben liegen zum Beispiel in einer Farbkugel auf dem Äquator und den Polen. Praktisch gesehen war die Herstellung reiner Körperfarben ein Problem. Bis ins 17. Jahrhundert gab es kaum stabile Farbstoffe und leuchtende Farben. Erst im 19. Jahrhundert wurden die Anilinfarben entwickelt, die eine noch nie dagewesene Brillanz und Leuchtkraft aufwiesen.